# Macaco-dourado

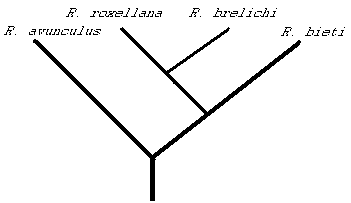

O macaco-dourado (Rhinopithecus roxellana) é um mamífero primata encontrado na China.
Em algumas taxonomias é também denominado Pygathrix roxellana.

## Subespécies

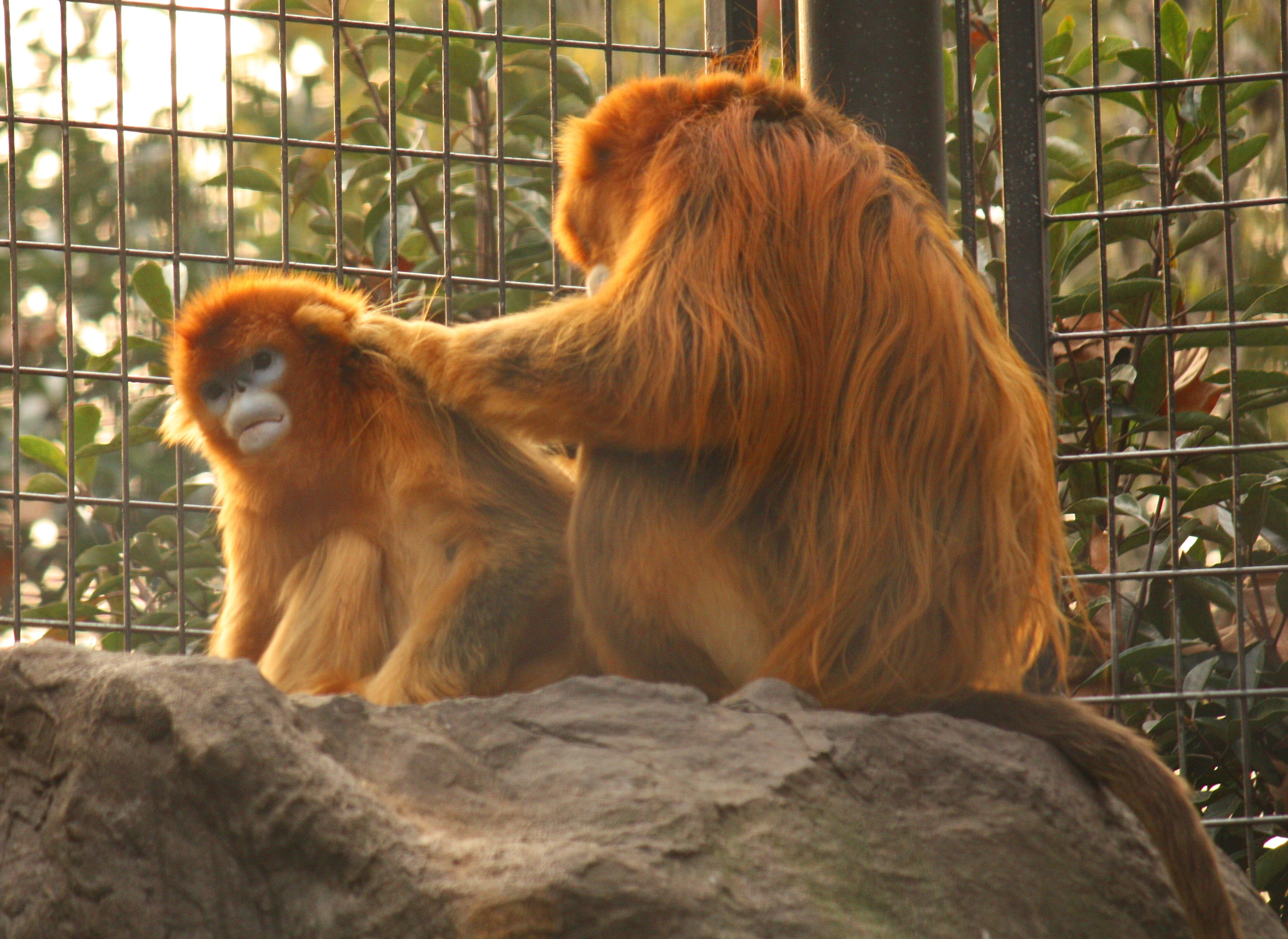

Existem três subespécies dentro desta espécie:
- Rhinopithecus roxellana roxellana[3]
- Rhinopithecus roxellana hubeiensis[4]
- Rhinopithecus roxellana qinlingensis[5]